# Дворец (Псковский район)
Дворе́ц — деревня в Завеличенской волости Псковского района Псковской области России.
Расположена в 9 км к северо-западу от города Пскова, на реке Великая, восточнее от впадения в неё реки Каменка.

## Население
| 2001 | 2002 | 2010 | 2014 |
| ---- | ---- | ---- | ---- |
| 25   | ↗26  | ↘19  | ↗27  |

Численность населения деревни составляла по оценке на конец 2000 года 25 жителей, по переписи 2010 года — 30 жителей.